# Leskovac, Petrovac na Mlavi
Leskovac (izvirno srbsko Лесковац) je naselje v Srbiji, ki upravno spada pod Občino Petrovac na Mlavi; slednja pa je del Braničevskega upravnega okraja.

## Demografija
V naselju živi 329 polnoletnih prebivalcev, pri čemer je njihova povprečna starost 47,4 let (45,4 pri moških in 49,3 pri ženskah). Naselje ima 134 gospodinjstev, pri čemer je povprečno število članov na gospodinjstvo 2,91.
Prebivalstvo je večinoma nehomogeno, a v času zadnjih treh popisov je opazno zmanjšanje števila prebivalcev.
|  |

| Demografija | Demografija     | Demografija     |
| Leto        | Št. prebivalcev | Št. prebivalcev |
| ----------- | --------------- | --------------- |
|             |                 |                 |
|             |                 |                 |
|             |                 |                 |
|             |                 |                 |
| 1948        | 664             |                 |
| 1953        | 701             |                 |
| 1961        | 665             |                 |
| 1971        | 663             |                 |
| 1981        | 654             |                 |
| 1991        | 616             | 508             |
| 2002        | 573             | 390             |
|             |                 |                 |

| Etnična sestava po popisu iz leta 2002 | Etnična sestava po popisu iz leta 2002 | Etnična sestava po popisu iz leta 2002 | Etnična sestava po popisu iz leta 2002 | Etnična sestava po popisu iz leta 2002 |
| -------------------------------------- | -------------------------------------- | -------------------------------------- | -------------------------------------- | -------------------------------------- |
| Jugoslovani                            | Jugoslovani                            |                                        | 183                                    | 46,92%                                 |
| Srbi                                   | Srbi                                   |                                        | 170                                    | 43,58%                                 |
| Vlahi                                  | Vlahi                                  |                                        | 26                                     | 6,66%                                  |
| Romuni                                 | Romuni                                 |                                        | 3                                      | 0,76%                                  |
| Romi                                   | Romi                                   |                                        | 1                                      | 0,25%                                  |
| Neznano                                | Neznano                                |                                        | 2                                      | 0,51%                                  |